# 日本解放第二期工作要綱
日本解放第二期工作要綱出現在1970年代日本，根據西內雅（日本的历史学家、思想家）所说，是他在遍訪亞洲各國時偶然取得的文書。无法确认「第一期」、「第三期」文件的存在。

## 內容
這份文書認知度頂多只有1970年代被部分小媒體當成政治議題而引用，甚少被當成學術性議題。有時候則在網路上被人引用。
內容主要是中國共產黨占領日本的計畫：
- 第一階段：中日邦交正常化（已實現）
- 第二階段：中日民主聯合政府
- 第三階段：日本人民民主共和国成立，處死右翼人士和天皇。

而有無第一期、第三期工作要綱則不得而知，但從第二期推斷，第三期最終目的可能是佔領日本。

## 真偽
全文可以在國民新聞的網頁上瀏覽，但從公開至今都沒人拿得出原件，也没有刊载汉语原文，因此無法確認其存在。
有批判意見指出，當時和日本共產黨水火不容的中國共產黨不可能有意建立「民主聯合政府」，或是當時的中國共產黨根本不可能使用「極左」的表現方式。
中國共產黨方面對此並無評論。